# Musée Stenersen
Pour les articles homonymes, voir Stenersen.

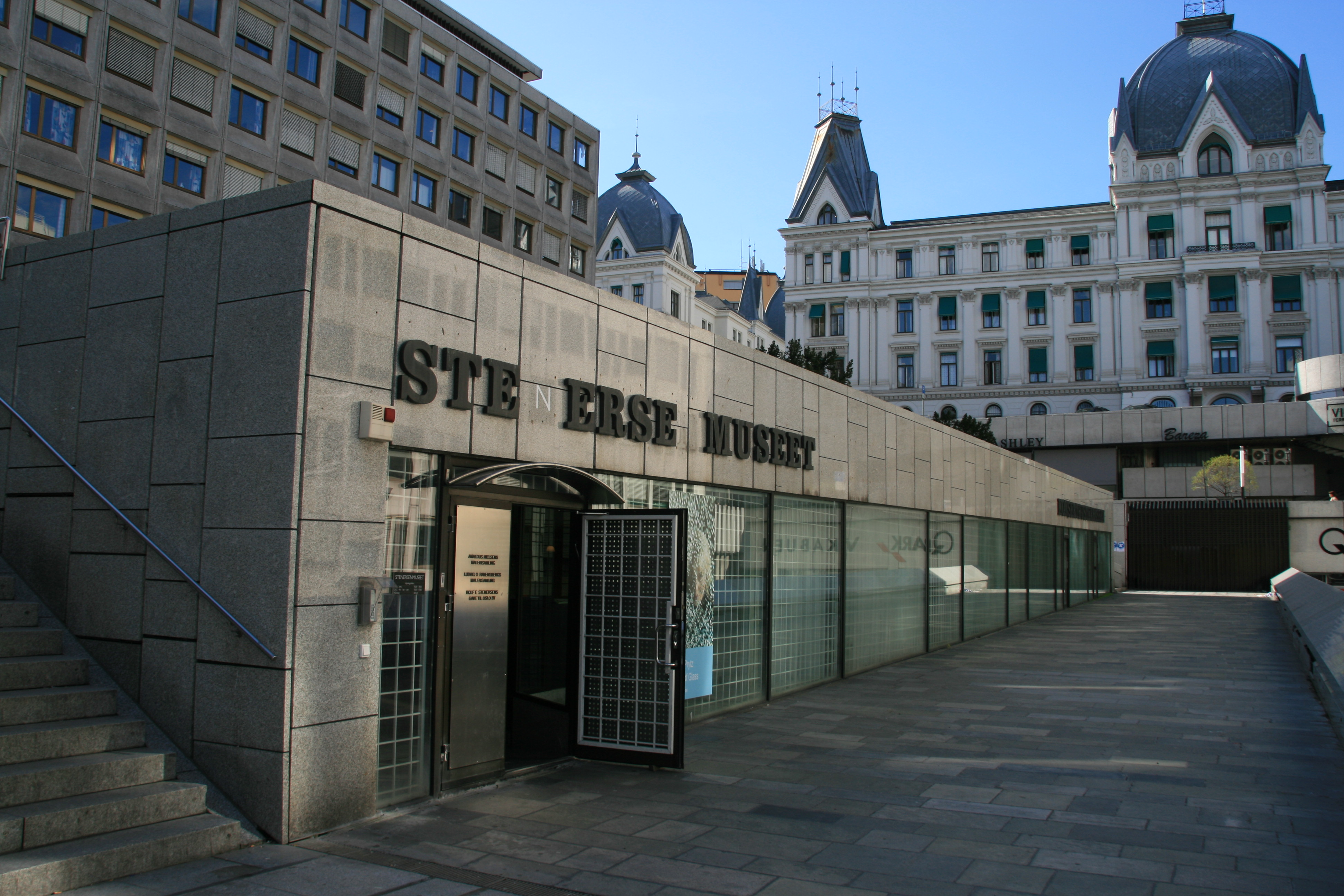

Le musée Stenersen, est un musée d'art norvégien situé à Oslo, au cœur de la capitale norvégienne.
Il fait partie des collections d'art de la ville d'Oslo. Il héberge trois collections privées, toutes données à la ville : Rolf E. Stenersen's Collection, Amaldus Nielsen's Collection and Ludvig O. Ravensberg's Collection. L'exposition fait 1 800 m2, sur trois étages. Le musée organise aussi des expositions de peintres norvégiens et étrangers, surtout contemporains.